# Výsledky Letních olympijských her 1908
Výsledky letních olympijských her 1908 uvádějí přehledně jednotlivé disciplíny, v nichž se soutěžilo na Letních olympijských hrách konaných ve dnech 19. až 31. července 1908 v Londýně, hlavním městě Velké Británie, a výsledky těchto disciplín.

## Atletika

### 100 m
- 1. Reginald Edgar Walker JAR 10,8
- 2. James Rector USA 10,9
- 3. Robert Kerr Kanada 11,0
- 4. Nathaniel Cartmell USA 11,2

### 200 m
- 1. Robert Kerr Kanada 22,6
- 2. Robert Cloughen USA 22,6
- 3. Nathaniel Cartmell USA 22,7
- 4. George Hawkins Velká Británie

### 400 m
- 1. Wyndham Halswelle Velká Británie 50,0

### 800 m
- 1. Melvin Whinfield Sheppard USA 1:52,8
- 2. Emilio Lunghi Itálie 1:54,2
- 3. Hanns Braun Německo 1:55,2
- 4. Ödör Bodor Maďarsko 1:55,4
- 5. Theodore Just Velká Británie
- 6. John Halstead Velká Británie

### 1500 m
- 1. Melvin Whinfield Sheppard USA 4:03,4
- 2. Harold Wilson Velká Británie 4:03,6
- 3. Norman Hallows Velká Británie 4:04,0
- 4. John Tait Kanada
- 5. Ian Fairbairn-Crawford Velká Británie
- 6. Joseph Deakin Velká Británie

### 5 mil (8046,57 m)
- 1. Emil Voigt Velká Británie 25:11,2
- 2. Edward Owen Velká Británie 25:24,0
- 3. John Svanberg Švédsko 25:37,2
- 4. Charles Hefferon JAR 25:44,0
- 5. Archie Robertson Velká Británie 26:13,0
- 6. Frederick Meadows Kanada
- Arnošt Nejedlý Čechy vyřazen v rozběhu

### Maratón
- 1. John Joseph Hayes USA 2:55:18,4
- 2. Charles Hefferon JAR 2:56:06,0
- 3. Joseph Forshaw USA 2:57:10,4
- 4. Alton Welton USA 2:59:44,4
- 5. William Wood Kanada 3:01:44,2
- 6. Frederick Simpson Kanada 3:04:28,2
- 18. Arnošt Nejedlý Čechy 3:26:26,2

### 110 m překážek
- 1. Forrest Smithson USA 15,0
- 2. John Garrels USA15,7
- 3. Arthur Shaw USA 15,8
- 4. William Rand USA 15,9

### 400 m překážek
- 1. Charles Bacon USA 55,0
- 2. Harry Hillman USA 55,3
- 3. Leonard Tremeer Velká Británie 57,0

### 3200 m překážek
- 1. Arthur Russel Velká Británie 10:47,8
- 2. Archie Robertson Velká Británie 10:48,4
- 3. John Lincoln Eisele USA 11:00,8
- 4. Guy Holdaway Velká Británie
- 5. H. Sewell Velká Británie
- 6. William Galbraith Kanada

### Olympijská štafeta (200-200-400-800 m)
- 1. USA 3:29,4
- 2. Německo 3:32,4
- 3. Maďarsko 3:32,5

### 3 míle družstev (4828 m)
- 1. Velká Británie 6 b.
- 2. USA 19 b.
- 3. Francie 32 b.
- 4. Švédsko

### 3500 m chůze
- 1. George Larner Velká Británie 14:55,0
- 2. Ernest Webb Velká Británie 15:07,4
- 3. Harry Kerr Austrálie-Nový Zéland 15:43,4
- 4. George Goulding Kanada 15:49,8
- 5. Arthur Rowland Austrálie 16:07,0
- 6. Charles Westergaard Dánsko 17:21,8

### 10 mil chůze (16 093 m)
- 1. George Larner Velká Británie 1:15:57,4
- 2. Ernest Webb Velká Británie 1:17:31,0
- 3. Edward Spencer Velká Británie 1:21:20,2
- 4. Frank Carter Velká Británie 1:21:20,4
- 5. Ernest Larner Velká Británie 1:24:26,4

### Skok do výšky
- 1. Harry Porter USA 1,905
- 2. Con Leahy Velká Británie 1,880
- István Somodi Maďarsko 1,880
- Géo André Francie 1,880
- 5. Herbert Gidney USA 1,853
- Thomas Moffitt USA 1,853

### Skok o tyči
- 1. Edward Cook USA 3,71
- Alfred Gilbert USA 3,71
- 3. Edward Archibald Kanada 3,58
- Charles Jacobs USA 3,58
- Bruno Söderström Švédsko 3,58
- 6. Samuel Bellah USA 3,50
- Georgios Banikas Řecko 3,50

### Skok do dálky
- 1. Francis Irons USA 7,480
- 2. Daniel Kelly USA 7,090
- 3. Calvin Bricker Kanada 7,085
- 4. Edward Cook USA 6,970
- 5. John Brenner USA 6,860
- 6. Frank Mount Pleasant USA 6,820

### Trojskok
- 1. Timothy Ahearne Velká Británie 14,915
- 2. Garfield Mac Donald Kanada 14,760
- 3. Edvard Larsen Norsko 14,395
- 4. Calvin Bricker Kanada 14,095
- 5. Platt Adams USA 14,070
- 6. Frank Mount Pleasant USA 13,970

### Skok do výšky z místa
- 1. Ray Ewry USA 1,575
- 2. Constantin Tsiklitiras Řecko 1,550
- 3. John Biller USA 1,550
- 4. Francis Leroy Holmes USA 1,525
- 5. Platt Adams USA 1,470
- Géo André Francie 1,470
- Alfred Motté Francie 1,470

### Skok do dálky z místa
- 1. Ray Ewry USA 3,335
- 2. Constantin Tsiklitiras Řecko 3,230
- 3. Martin Sheridan USA 3,225
- 4. John Biller USA 3,210
- 5. Ragnar Ekberg Švédsko 3,195
- 6. Platt Adams USA

### Vrh koulí
- 1. Ralph Rose USA 14,210
- 2. Dennis Horgan Velká Británie 13,620
- 3. John Garrels USA 13,180
- 4. William Wesley Coe USA 13.070
- 5. Edmond Thomas Barrett USA 12,890
- Marquis Horr USA 12,825

### Hod diskem
- 1. Martin Sheridan USA 40,890
- 2. Merritt Giffin USA 40,700
- 3. Marquis Horr USA 39,445
- 4. Werner Järvinen Finsko 39,430
- 5. Arthur Dearborn USA 38,520
- 6. György Luntzer Maďarsko 38,340
- 22. Miroslav Šustera Čechy
- 25. František Souček Čechy

### Hod diskem – řecký styl
- 1. Martin Sheridan USA 38,000
- 2. Marquis Horr USA 37,325
- 3. Werner Järvinen Finsko 36,480
- 4. Arthur Dearborn USA 35,650
- 5. Miroslav Šustera Čechy
- 6. Nicolaos Georgantas Řecko

### Hod oštěpem
- 1. Eric Lemming Švédsko 54,825
- 2. Arne Halse Norsko 50,570
- 3. Otto Nilsson Švédsko 47,105
- 4. Aarne Salovaara Finsko 45,890
- 5. Armas Pesonen Finsko 45,180
- 6. Juho Halme Finsko 44,960

### Hod oštěpem – volný styl
- 1. Eric Lemming Švédsko 54,445
- 2. Michel Dorizas Řecko 51,360
- 3. Arne Halse Norsko 49,730
- 4. Charalambos Zouras Řecko 48,610
- 5. Hugo Wieslander Švédsko 47,550
- 6. Armas Pesonen Finsko 46,080
- 25. František Souček Čechy

### Hod kladivem
- 1. John Flanagan USA 51,92
- 2. Mathew McGrath USA 51,18
- 3. Cornelius Walsh Kanada 48,50
- 4. Thomas Nicolson Velká Británie 48,09
- 5. James Lee Talbott USA 47,86
- 6. Marquis Horr USA 46,94

### Přetah lanem
- 1. Velká Británie
- 2. Velká Británie
- 3. Velká Británie
- 4. Švédsko
- 5. USA

## Box

### Kategorie do 52,62 kg
- 1. Henry Thomas Velká Británie
- 2. John Condon Velká Británie
- 3. William Webb Velká Británie

### Kategorie do 57,15 kg
- 1. Richard Gunn Velká Británie
- 2. Charles Morris Velká Británie
- 3. Hugh Roddin Velká Británie
- 4. Thomas Ringer Velká Británie

### Kategorie do 63,5 kg
- 1. Frederick Grace Velká Británie
- 2. Frederick Spiller Velká Británie
- 3. Harry Johnson Velká Británie

### Kategorie do 71,67 kg
- 1. John Douglas Velká Británie
- 2. Reginald Baker Austrálie
- 3. William Philo Velká Británie
- 4. Ruben Warnes Velká Británie

### Kategorie nad 71,67 kg
- 1. Albert Oldham Velká Británie
- 2. Sydney Evans Velká Británie
- 3. Frederick Parks Velká Británie

## Cyklistika

### Závod na 1 okruh (603,5 m)
- 1. Victor Johnson Velká Británie 51,2
- 2. Emile Demangel Francie
- 3. Karl Neumer Německo
- 4. Daniel Flynn Velká Británie

### Sprint (1000 m)
Všichni finalisté byli diskvalifikováni

### Sprint tandemů (2000 m)
- 1. Francie 3:07,6
- 2. Velká Británie
- 3. Velká Británie
- 4. Velká Británie

### Stíhací závod družstev (1810,5 m)
- 1. Velká Británie 2:18,6
- 2. Německo 2:28,6
- 3. Kanada 2:29,6
- 4. Holandsko 2:44,0

### 5000 m
- 1. Benjamin Jones Velká Británie 8:36,2
- 2. Maurice Schilles Francie
- 3. André Auffray Francie
- 4. Émile Maréchal Francie
- 5. Charles Kingsbury Velká Británie
- 6. Johannes van Sengen Holandsko

### 20 km na dráze
- 1. Charles Kingsbury Velká Británie 34:13,6
- 2. Benjamin Jones Velká Británie
- 3. Joseph Werbrouck Belgie
- 4. Louis Weintz USA

### 100 km na dráze
- 1. Charles Barlett Velká Británie 2:41:48,6
- 2. Charles Denny Velká Británie
- 3. Octave Lapize Francie
- 4. William Pett Velká Británie
- 5. Pierre Texier Francie
- 6. Walter Andrews Kanada

## Fotbal
- 1. Velká Británie
- 2. Dánsko
- 3. Holandsko
- 4. Švédsko
- 5. Francie A
- Francie B

## Jachting

### Třída 12 m
- 1. Velká Británie
- 2. Velká Británie

### Třída 8 m
- 1. Velká Británie
- 2. Švédsko
- 3. Velká Británie
- 4. Norsko
- 5. Švédsko

### Třída 7 m
- 1. Velká Británie

### Třída 6 m
- 1. Velká Británie
- 2. Belgie
- 3. Francie
- 4. Švédsko

## Jeu de Paume
- 1. Jay Gould USA
- 2. Eustace Miles Velká Británie
- 3. Neville Lytton Velká Británie
- 4. Arthur Page Velká Británie

## Krasobruslení

### Muži
- 1. Ulrich Salchow Švédsko
- 2. Richard Johansson Švédsko
- 3. Per Thorén Švédsko
- 4. John Keiller Greig Velká Británie
- 5. Albert March Velká Británie
- 6. Irving Brokaw USA

### Muži – speciální figury
- 1. Nikolaj Panin Rusko
- 2. Arthur Cumming Velká Británie
- 3. George Hall-Say Velká Británie

### Ženy
- 1. Magde Syersová Velká Británie
- 2. Elsa Rendschmidtová Německo
- 3. Dorothy Greenhoughová-Smithová Velká Británie
- 4. Elna Montgomeryová Švédsko
- 5. Gwendolyn Lygettová Velká Británie

### Sportovní dvojice
- 1. Annie Hüblerová, Heinrich Burger Německo
- 2. Phyllis Johnsonová, James Johnson Velká Británie
- 3. Magde Syersová, Edgar Syers Velká Británie

## Lacrosse
- 1. Kanada
- 2. Velká Británie

## Lukostřelba

### Sestava York Round-100, 80, 60 y
- 1. William Dod Velká Británie 815 b.
- 2. Reginald Brooks-King Velká Británie 768 b.
- 3. Henry Richardson USA 760 b.
- 4. John Penrose Velká Británie 709 b.
- 5. John Bridges Velká Británie 687 b.
- 6. Harold James Velká Británie 652 b.

### Sestava Continental Style – 50 m
- 1. Eugène Grisot Francie 263 b.
- 2. Louis Vernet Francie 256 b.
- 3. Gustave Cabaret Francie 255 b.
- 4. Charles Aubras Francie 231 b.
- 5. Charles Querviel Francie 223 b.
- 6. Albert Dauchez Francie 222 b.

### Sestava National Round – 60 a 50 y
- 1. Queenie Newallová Velká Británie 688 b.
- 2. Lottie Dodová Velká Británie 642 b.
- 3. Beatrice Leweová-Hillová Velká Británie 618 b.
- 4. Jessie Wadworthová Velká Británie 605 b.
- 5. Dora Honnywillová Velká Británie 587 b.
- 6. S.H. Armitageová Velká Británie 582 b.

## Motorové čluny

### Třída A (otevřená)
- 1. Francie 2:26:53,0

### Třída B (čluny do 60 stop)
- 1. Velká Británie 2:28:58,8

### Třída C (čluny 6,5-8 m)
- 1. Velká Británie 2:28:26,0

## Plavání

### 100 m volný způsob
- 1. Charles Daniels USA 1:05,6
- 2. Zoltán Halmaj Maďarsko 1:06,2
- 3. Harald Julin Švédsko 1:08,0
- 4. Leslie Rich USA

### 400 m volný způsob
- 1. Henry Taylor Velká Británie 5:36,8
- 2. Frank Beaurepaire Austrálie 5:44,2
- 3. Otto Scheff Rakousko 5:46,0
- 4. William Foster Velká Británie

### 1500 m volný způsob
- 1. Henry Taylor Velká Británie 22:48,4
- 2. Thomas Battersby Velká Británie 22.51,2
- 3. Frank Beaurepaire Austrálie 22:56,2

### 100 m znak
- 1. Arno Bieberstein Německo 1:24,6
- 2. Ludvig Dam Dánsko 1:26,6
- 3. Herbert Haresnape Velká Británie 1:27,0
- 4. Gustav Aurisch Německo

### 200 m prsa
- 1. Frederick Holman Velká Británie 3:09,2
- 2. William Warwick Robinson Velká Británie 3:12,8
- 3. Pontus Hanson Švédsko 3:14,6
- 4. Ödön Toldy Maďarsko 3:15,2

### 4× 200 m volný způsob
- 1. Velká Británie 10:55,6
- 2. Maďarsko 10:59,0
- 3. USA 11:02,8
- 4. Australoasie

### Skoky z prkna
- 1. Albert Zürner Německo 85,5 b.
- 2. Kurt Behrens Německo 85,3 b.
- 3. Gottlob Walz Německo 80,8 b.
- George Gaidzik USA 80,8 b.

### Skoky z věže
- 1. Hjalmar Johansson Švédsko 83,75 b.
- 2. Karl Malmström Švédsko 78,73 b.
- 3. Arvid Spangberg Švédsko 74,00 b.
- 4. Robert Andersson Švédsko 68,30 b.
- 5. George Gaidzik USA 56,30 b.

## Pólo na koni
- 1. Velká Británie
- 2. Velká Británie
- 3. Velká Británie

## Pozemní hokej
- 1. Velká Británie
- 2. Velká Británie
- 3. Velká Británie
- 4. Velká Británie
- 5. Německo
- 6. Francie

## Rackets

### Dvouhra mužů
- 1. Evan Noel Velká Británie
- 2. Henry Leaf Velká Británie
- 3. John Astor Velká Británie
- 4. Henry Brougham Velká Británie
- 5. Vane Pennell Velká Británie
- 6. Cecil Browning Velká Británie

### Čtyřhra mužů
- 1. Vane Pennell, John Astor Velká Británie
- 2. Cecil Browning, Edward Bury Velká Británie
- 3. Evan Noel, Henry Leaf Velká Británie

## Ragby
- 1. Velká Británie
- 2. Velká Británie
- 3. Velká Británie

## Sportovní gymnastika

### Víceboj družstva
- 1. Švédsko 438,0 b.
- 2. Norsko 425,0 b.
- 3. Finsko 405,0 b.
- 4. Dánsko 378,0 b.
- 5. Francie 319,0 b.
- 6. Itálie 316,0 b.

### Víceboj jednotlivci
- 1. Alberto Braglia Itálie 317,0 b.
- 2. Walter Tysal Velká Británie 312,0 b.
- 3. Louis Ségura Francie 297,0 b.
- 4. Curt Steuernagel Německo 273,5 b.
- 5. Friedrich Wolf Německo 267,0 b.
- 6. Samuel Hodgetts Velká Británie 265,0 b.
- 25. Josef Čada Čechy
- 36. Bohumil Honzátko Čechy

## Sportovní střelba

### Libovolná puška družstva – 3 polohy na 300 m
- 1. Norsko 5055 b.
- 2. Švédsko 4711 b.
- 3. Francie 4652 b.
- 4. Dánsko 4543 b.
- 5. Belgie 4509 b.
- 6. Velká Británie 4355 b.

### Libovolná puška jednotlivci – 3 polohy na 300 m
- 1. Albert Helgerud Norsko 909 b.
- 2. Harry Simon USA 887 b.
- 3. Ole Saether Norsko 883 b.
- 4. Gustav Adolf Sjöberg Švédsko 874 b.
- 5. Janne Gustafsson Švédsko 872 b.
- 6. Julius Brathe Norsko 851 b.

### Vojenská puška družstva – 200, 500, 600, 800, 900, 1000 y
- 1. USA 2531 b.
- 2. Velká Británie 2497 b.
- 3. Kanada 2439 b.
- 4. Francie 2272 b.
- 5. Švédsko 2213 b.
- 6. Norsko 2192 b.

### Vojenská puška jednotlivci na 1000 y
- 1. Jerry Millner USA 98 b.
- 2. Kellogg Kennon V. Casey USA 93 b.
- 3. Maurice Blood Velká Británie 92 b.
- 4. R.W. Barnett Velká Británie 92 b.
- Ted Ranken Velká Británie 91 b.
- 6. Thomas Caldwell Velká Británie 91 b.
- John Sellars Velká Británie 91 b.
- Harry Kerr Kanada 91 b.

### Revolver a pistole družstva – vstoje na 50 y
- 1. USA 1914 b.
- 2. Belgie 1863 b.
- 3. Velká Británie 1817 b.
- 4. Francie 1750 b.
- 5. Švédsko 1732 b.
- 6. Holandsko 1632 b.

### Revolver a pistole jednotlivci – vstoje na 50 y
- 1. Paul van Asbroeck Belgie 490 b.
- 2. Réginald Storms Belgie 487 b.
- 3. James Edward Gorman USA 485 b.
- 4. Charles Axtell USA 480 b.
- 5. Jesse Wallingford Velká Británie 467 b.
- 6. André Barbillat Francie 466 b.

### Malorážka na 50 y a 100 y – družstva
- 1. Velká Británie 771 b.
- 2. Švédsko 737 b.
- 3. Francie 710 b.

### Malorážka na 50 y a 100 y jednotlivci
- 1. Arthur Carnell Velká Británie 387 b.
- 2. Harry Robinson Humby Velká Británie 386 b.
- 3. George Barnes Velká Británie 385 b.
- 4. Maurice Matthews Velká Británie 384 b.
- 5. Edward Amoore Velká Británie 383 b.
- 6. William Edwin Pimm Velká Británie 379 b.

### Malorážka na mizící cíl 25 y – jednotlivci
- 1. William Kensett Styles Velká Británie 45 b.
- 2. Harold Hawkins Velká Británie 45 b.
- 3. Edward Amoore Velká Británie 45 b.
- 4. William Milne Velká Británie 45 b.
- James Milne Velká Británie 45 b.
- Vilhelm Carlberg Švédsko 45 b.
- Arthur Wilde Velká Británie 45 b.
- Harry Robinson Humby Velká Británie 45 b.

### Malorážka na pohyblivý cíl 25 y – jednotlivci
- 1. John Fleming Velká Británie 24 b.
- 2. Maurice Matthews Velká Británie 24 b.
- 3. William Marsden Velká Británie 24 b.
- 4. Edward Newitt Velká Británie 24 b.
- 5. Philip Edward Plater Velká Británie 22 b.
- 6. William Edwin Pimm Velká Británie 21 b.

### Střelba na běžícího jelena – družstva
- 1. Švédsko 86 b.
- 2. Velká Británie 85 b.

### Střelba na běžícího jelena – jednotlivci
- 1. Oscar Swahn Švédsko 25 b.
- 2. Ted Ranken Velká Británie 24 b.
- 3. Alexander Rogers Velká Británie 24 b.
- 4. Maurice Blood Velká Británie 23 b.
- 5. Albert Joseph Kempster Velká Británie 22 b.
- 6. William Lane-Joynt Velká Británie 21 b.
- Walter Winans USA 21 b.
- James Cowan Velká Británie 21 b.

### Dvojstřel na běžícího jelena – jednotlivci
- 1. Walter Winans USA 46 b.
- 2. Ted Ranken Velká Británie 46 b.
- 3. Oscar Swahn Švédsko 38 b.
- 4. Maurice Blood Velká Británie 34 b.
- Albert Joseph Kempster Velká Británie 34 b.
- 6. Walter Ellicott Velká Británie 33 b.
- Alexander Rogers USA 33 b.

### Střelba na baterii – družstva
- 1. Velká Británie 407 b.
- 2. Kanada 405 b.
- 3. Velká Británie 372 b.

### Střelba na baterii – jednotlivci
- 1. Walter Henry Ewing Kanada 72 b.
- 2. George Beattie Kanada 60 b.
- 3. Alexander Maunder Velká Británie 57 b.
- Anastasios Mataxas Řecko 57 b.
- 5. Charles Palmer Velká Británie 55 b.
- Arthur Westover Kanada 55 b.

## Šerm

### Kord jednotlivci
- 1. Gaston Alibert Francie
- 2. Alexandre Lippmann Francie
- 3. Eugéne Olivier Francie
- 4. Robert Mongomerie Velká Británie
- 5. Alfred Joan Labouchère Holandsko
- Cecil Haig Velká Británie
- Paul Anspach Belgie
- Vilém Goppold, Otakar Lada, Vlastimil Lada, Bedřich Schejbal, Jaroslav Tuček, Viliam Tvrzský Čechy vyřazeni

### Kord družstva
- 1. Francie
- 2. Velká Británie
- 3. Belgie
- 4. Itálie
- Čechy vyřazeny

### Šavle jednotlivci
- 1. Jenö Fuchs Maďarsko 6 vítězství
- 2. Béla Zulavszky Maďarsko 6 v.
- 3. Vilém Goppold Čechy 4 v.
- 4. Jenö Szántay Maďarsko 3 v.
- 5. Péter Tóth Maďarsko 3 v.
- 6. Lajos Werkner Maďarsko 2 v.

### Šavle družstev
- 1. Maďarsko 3 vítězství
- 2. Itálie 2 v.
- 3. Čechy 2 v.
- 4. Francie

## Tenis

### Dvouhra mužů
- 1. Josiah George Ritchie Velká Británie
- 2. Otto Froitzheim Německo
- 3. Vaughan Wilberforce Eaves Velká Británie
- 4. Ivie John Richardson Velká Británie

### Čtyřhra mužů
- 1. George Hillyard, Reginald Frank Doherty Velká Británie
- 2. Josiah George Ritchie, James Cecil Parke Velká Británie
- 3. Charles Cazalet, Charles Percy Dixon Velká Británie
- Maurice Germot, Max Decugis Francie

### Dvouhra žen
- 1. Dorothy Chambersová-Lambertová Velká Británie
- 2. Dorothea Boothbyová Velká Británie
- 3. Joan Winchová Velká Británie
- 4. Agnes Mortonová Velká Británie
- 5. Alice Fenwicková Francie

### Dvouhra mužů v hale
- 1. Arthur Wentworth Gore Velká Británie
- 2. George Caridia Velká Británie
- 3. Josiah George Ritchie Velká Británie
- 4. Vaughan Wilberforce Eaves Velká Británie

### Čtyřhra mužů v hale
- 1. Arthur Wentworth Gore, Herbert Roper Barrett Velká Británie
- 2. George Miéville Simond, George Caridia Velká Británie
- 3. Gunnar Setterwall, Wollmar Boström Švédsko
- 4. Josiah George Ritchie, Lionel Escombe Velká Británie
- 5. George Hillyard, Vaughan Wilberforce Eaves Velká Británie

### Dvouhra žen v hale
- 1. Gwendoline Eastlakeová Smithová Velká Británie
- 2. Angela Greenová Velká Británie
- 3. Märtha Adlerstrahleová Švédsko
- 4. Elsa Wallenbergová Švédsko

## Veslování

### Skif
- 1. Harry Blackstaffe Velká Británie 9:26,0
- 2. Alexander McCulloch Velká Británie
- 3. Bernhard von Gaza Německo
- Károly Levitzky Maďarsko

### Dvojka bez kormidelníka
- 1. Velká Británie
- 2. Velká Británie
- 3. Kanada

### Čtyřka bez kormidelníka
- 1. Velká Británie
- 2. Velká Británie
- 3. Holandsko

### Osmy
- 1. Velká Británie
- 2. Belgie
- 3. Velká Británie
- Kanada

## Vodní pólo
- 1. Velká Británie
- 2. Belgie
- 3. Švédsko
- 4. Holandsko

## Zápas

### Řeckořímský zápas

#### Kategorie do 66,6 kg
- 1. Enrico Porro Itálie
- 2. Nikolaj Orlov Rusko
- 3. Arvid Lindén-Linko Finsko
- 4. Gunnar Persson Švédsko
- Karel Halík Čechy vyřazen

#### Kategorie do 73 kg
- 1. Frithiof Martensson Švédsko
- 2. Mauritz Andersson Švédsko
- 3. Anders Andersen Dánsko
- 4. Johannes Josefsson Island
- 5. Marcel du Bois Belgie
- Josef Bechyně Čechy vyřazen
- Jaroslav Týfa Čechy vyřazen

#### Kategorie do 93 kg
- 1. Verner Weckman Finsko
- 2. Yrjö Saarela Finsko
- 3. Carl Jensen Dánsko
- 4. Hugó Payr Maďarsko
- 5. Fritz Larson Švédsko
- Miroslav Šustera Čechy vyřazen

#### Kategorie nad 93 kg
- 1. Richárd Veisz Maďarsko
- 2. Alexander Petrov Rusko
- 3. Sören Marius Jensen Dánsko
- 4. Hugó Payr Maďarsko
- 5. Edward Thomas Barrett Velká Británie
- 6. Frederick Humphreys Velká Británie
- Carl Jensen Dánsko

### Volný styl

#### Kategorie do 54 kg
- 1. George Mehnert USA
- 2. William Press Velká Británie
- 3. Aubert Coté Kanada
- 4. Frederick Tomkins Velká Británie
- 5. Frank Davis Velká Británie

#### Kategorie do 60,3 kg
- 1. George Dole USA
- 2. James P. Slim Velká Británie
- 3. William McKie Velká Británie
- 4. William Tagg Velká Británie

#### Kategorie do 66,6 kg
- 1. George de Relwyskow Velká Británie
- 2. William Wood Velká Británie
- 3. Albert Gingell Velká Británie
- 4. George MacKenzie Velká Británie

#### Kategorie do 73 kg
- 1. Stanley Bacon Velká Británie
- 2. George de Relwyskow Velká Británie
- 3. Frederick Beck Velká Británie
- 4. Carl Georg Andersson Švédsko

#### Kategorie nad 73 kg
- 1. George Con O'Kelly Velká Británie
- 2. Jacob Gundersen Norsko
- 3. Edward Thomas Barrett Velká Británie
- 4. Eddward Nixson Velká Británie